# KSV Baunatal
El KSV Baunatal es un equipo de fútbol alemán de la ciudad de Baunatal en el estado federado de Hesse. Actualmente juega en la Oberliga Hessen, la quinta liga de fútbol más importante del país.

## Historia
Fue fundado el 13 de abril de 1964 en la ciudad de Baunatal, en Hesse a raíz de la fusión de los equipos locales KSV Altenritte (fundado en 1892) y KSV Altenbauna (fundado en 1904). 
En 1970 se fusionaron con el Sv Baunatal (fundado en 1921) y que desapareció como muchos equipos de trabajadores a causa del Tercer Reich. Desde 1970 estuvieron en la Hessenliga (III), con una breve estancia en la Landesliga Hessen-Nord (IV). En 1976 ascendieron a la 2. Bundesliga, siendo hasta el momento su mejor momento histórico, ya que aparecieron en docenas de ocasiones en la Copa de Alemania, aunque nunca pasó de la fase preliminar.
En 1979 retornaron a la Hessenliga, donde permanecieron hasta 1991, cuando se convirtieron en un equipo yo-yo, cambiando de categoría constantemente entre el tercer y el quinto nivel. Desde 1999 estuvo en la Hessenliga, donde generalmente estaban en la parte baja de la tabla.
En la temporada 2012/13 ganaron la Hessenliga y obtuvieron el ascenso a la Regionalliga Südwest.

## Palmarés
- Hessenliga: 2 (III)

1976, 2013
- Landesliga Hessen-Nord: 4 (IV)

1970, 1972, 1994, 1999
- Hessenpokal: 2

1982, 1983

## Jugadores destacados
- Michael Mason

## Temporadas recientes
Estas son las temporadas del club desde 1999:
| Temporada | Liga                 | División | Posición |
| 1999–2000 | Hessenliga           | IV       | 12º      |
| 2000–01   | Hessenliga           | IV       | 2º       |
| 2001–02   | Hessenliga           | IV       | 14º      |
| 2002–03   | Hessenliga           | IV       | 6º       |
| 2003–04   | Hessenliga           | IV       | 11º      |
| 2004–05   | Hessenliga           | IV       | 4º       |
| 2005–06   | Hessenliga           | IV       | 14º      |
| 2006–07   | Hessenliga           | IV       | 13º      |
| 2007–08   | Hessenliga           | IV       | 8º       |
| 2008–09   | Hessenliga           | V        | 5º       |
| 2009–10   | Hessenliga           | V        | 3º       |
| 2010–11   | Hessenliga           | V        | 3º       |
| 2011–12   | Hessenliga           | V        | 2º       |
| 2012–13   | Hessenliga           | V        | 1º       |
| 2013–14   | Regionalliga Südwest | IV       | 17º      |
| 2014–15   | Regionalliga Südwest | IV       | 17º      |
| 2015–16   | Hessenliga           | V        | 12º      |
| 2016-17   | Hessenliga           | V        | 11º      |
| 2017-18   | Hessenliga           | V        | 9º       |
| 2018-19   | Hessenliga           | V        | 6º       |
| 2019-20   | Hessenliga           | V        | 11º      |
| 2020-21   | Hessenliga           | V        | 13º      |
| 2021-22   | Hessenliga           | V        | 7º       |
| 2022-23   | Hessenliga           | V        | 6º       |

- Con la introducción de las Regionalligas en 1994 y de la 3. Liga en 2008 com el nuevo tercer nivel por detrás de la 2. Bundesliga, Todas las ligas bajaron un nivel. También en el 2008, la mayoría de las ligas de Hesse fueron rebautizadas, como la Oberliga Hessen cambió a Hessenliga, la Landesliga cambió a Verbandsliga, la Bezirksoberliga se convirtió en la Gruppenliga y la Bezirksliga ahora es la Kreisoberliga.